# 356-мм корабельна гармата BL 14 inch Mk VII
BL 14 inch gun Mk VII — британська казнозарядна 14-дюймова (356 мм) корабельна гармата з довжиною ствола у 45 калібрів, розроблена для лінійних кораблів типу «Кінг Джордж V».
Усього було вироблено 78 гармат. На лінкорах класу «Кінг Джордж V» вони встановлювалися у два типи башт — двогарматні Mk II та чотиригарматні Mk III[⇨]. Дві гармати з резервного запасу були встановлені на берегових батареях біля Дувру[⇨].
Під час Другої світової війни використовувалися три рази у боях із німецькими лінкорами. 1941 року в боях з «Бісмарком» взяли участь «Прінс оф Велс»[⇨] та «Кінг Джордж V»[⇨], а 1943 року «Дюк оф Йорк» завдав фатальних пошкоджень «Шарнгорсту»[⇨]. Конструкція баштових установок виявилася примхливою і потребувала довгого доведення. Навіть на третьому році експлуатації в бою з «Шарнгорстом» через збої було зроблено лише 68% пострілів із можливих. Наприкінці війни основним завданням лінкорів стали обстріли берегових укріплень для підтримки сухопутних військ у прибережній зоні[⇨].
Гармата мала скромну бронепробивність — менше, ніж у 380-381-мм гармат лінкорів інших європейських країн. Вона поступалася не тільки 406-мм гарматам Mark 1 лінкорів класу «Нельсон», але й 381-мм гарматам Mark 1 часів Першої світової війни[⇨]. Проте зброя виявилася адекватна завданням, що стояли перед нею. 356-мм снаряди могли пробивати броню барбетів і башт добре захищених німецьких лінкорів, позбавляючи їх боєздатності, після чого крейсери та есмінці супроводу добивали обеззброєні лінкори противника торпедами[⇨].

## Історія розробки
Для Британії після будівництва «Нельсона» та «Родні» розпочався тривалий період «лінкорних канікул». Вашингтонською угодою закладення нових лінкорів було відкладено до 1930 року, а потім Лондонською угодою 1930 року цей термін продовжено до 1936 року. Лише 1933 року розпочалися роботи над проєктуванням нових лінкорів. Постало й питання створення нових гармат для них. При виборі калібру далися взнаки політичні обмеження. Лондонська угода 1936 року обмежувала калібр лінкорів значенням 14 дюймів (356 мм), але її підписали лише Великобританія, США та Франція. Японія до угоди не приєдналася, проте до договору було включено пункт про ескалацію калібру: якщо до 1 квітня 1937 Японія не підпише договір, країни-учасниці отримували можливість будувати лінкори з гарматами калібру до 16 дюймів (406 мм).
Найкраще було б розробляти гармати двох калібрів — 356-мм та 406-мм. У США саме так і вчинили — вони вели паралельну розробку 356-мм та 406-мм гармат, а в проєкті лінкора «Норт Керолайн» передбачили заміну гармат з 356 на 406 мм. Британці з фінансових міркувань не змогли вести розробку гармат двох калібрів. Розробка лише 406-мм не могла початися виходячи з політичних міркувань, тому нові британські лінкори програми 1936 року класу «Кінг Джордж V» отримали озброєння з дванадцяти гармат калібру 356 мм. Це було кроком назад не лише в порівнянні з 406-мм гарматами на попередньому класі «Нельсон», але й порівняно з лінкорами будівництва часів Першої світової війни класів «Квін Елізабет» та «Рівендж» з 381-мм гарматами.
Попри це, на момент ухвалення цього рішення воно не вважалося однозначно поганим. На етапі попереднього проєктування лінкорів було висловлено думку, що на дистанції 80—100 каб (14,8—18,5 км) лінкори противника не зможуть потопити одне одного через те, що ймовірність влучання буде порівняно малою. Для досягнення рішучого результату лінкорам доводилося б зблизитися на дистанцію 60—80 каб (11—14,8 км), на якій калібр гармат уже не мав першорядної ваги. У 356-мм гармат на цій дистанції була достатня бронепробивність. При цьому вони мали більшу скорострільність — 2 постріли за хвилину в 356-мм проти 1,5-1,7 в 406-мм гармат. При часі польоту снаряда на дистанції 60—80 каб в 20—30 секунд ця перевага в скорострільності могла бути реалізована.
Не допомогла у питанні вибору калібру й критика противників 356-мм гармат. У спеціальному відкритому листі від 1 серпня 1936 року до лордів Адміралтейства колишній перший лорд Адміралтейства, на той час депутат парламенту та майбутній прем'єр-міністр Вінстон Черчилль писав:
Якби я був на вашому місці, то ніщо не змусило б мене піддатися прийняттю 14-дюймовок. Адміралтейство потрапить у безглузде становище, якщо вляпається у будівництво пари кораблів з 14-дюймовими гарматами, тоді як і Японія, і США через кілька місяців візьмуться за 16-дюймові. Я б подумав про можливість відкласти [закладку] і надолужити втрачені пів року під час побудови. Жахлива ідея — будувати британські лінкори вартістю по 7 мільйонів фунтів, які не були б найсильнішими у світі! Як казав старина Фішер: «Британський флот завжди мандрує першим класом»
Суперечливе рішення про створення 356-мм гармат все одно було ухвалено. В процесі проєктування кількість озброєння прийшлося зменшити, і в остаточному проєкті залишили 10 356-мм гармат — внаслідок заміни носової піднесеної башти на двогарматну. Рішення було ухвалено на нараді ради Адміралтейства 3 квітня 1936 року. Це призводило до необхідності розробляти дві башти, що збільшувало термін їхньої готовності на два місяці. Але з цим довелося змиритись. 
В процесі розробки британці зіткнулися з низкою об'єктивних труднощів. У типовій конструкції британських гармат «епохи дредноутів» використовувалося скріплення ствола дротом. Решта європейських країн ще в Першу світову війну перейшли на стволи зі скріпленням циліндрами. Дротяне скріплення стволів уже наприкінці Першої світової війни вважалося застарілим. Через менш жорсткий ствол спостерігалося його підвищене биття при пострілі, тому для дотримання жорсткості ствола його довжина практично була обмежена приблизно 45 калібрами. У випадку 50-каліберної 305-мм гармати дротяне скріплення призвело до підвищеного зносу ствола та розльоту снарядів, тож нові 356-мм 50-каліберні гармати британці стали розробляти зі скріпленням циліндрами, з «чистого листа», оскільки попередній досвід практично не застосовувався. Свою роль зіграло й те, що «лінкорні канікули» негативно позначилися на галузі розробки та виробництва великокаліберних гармат. У колишній «гарматній майстерні світу» закривалися конструкторські бюро і зупинялися збройові виробництва, стала спостерігатися нестача досвідчених фахівців і конструкторів.
Терміни розробки нових гармат та установок постійно зривалися. Вважалося, що для введення в дію нових лінкорів у 1940 році замовлення гармат мало відбутися не пізніше кінця 1935 року. Розробка чотиригарматних башт почалася у жовтні 1935 року. За попередніми планами, озвученими на нараді в лютому 1936 року, замовлення гармат мало відбутися у квітні 1936 року, перша башта повинна була бути поставлена в березні, друга — в травні, третя — у грудні 1939 року, із загальною готовністю першого корабля у липні 1940 року. Фактично ці плани були зірвані на одинадцять місяців для чотиригарматних та на шість для двогарматної башти. Першу башту поставили у лютому, другу — у квітні, а третю — у травні 1940 року.

## Застосування
Носіями 356-мм гармат у британському флоті були лінкори класу «Кінг Джордж V». Від варіанта розміщення всієї артилерії на носі, як у класу «Нельсон», відмовилися ще на етапі попереднього проєктування через дві причини. По-перше, теоретично великі кути обстрілу і стрільбу в кормовому секторі на практиці реалізувати було неможливо через вплив дульних газів на надбудови. Було зроблено висновок про необхідність ведення вогню в кормовому секторі та розміщення там як мінімум однієї башти. Другим фактором стала зручність розміщення далекобійної зенітної артилерії. За схемою «Нельсона» було складно забезпечити оптимальні кути обстрілу, особливо у носовому секторі. Ідеальним вважалося розміщення зенітних установок по бортах між кормовою та носовою групами башт головного калібру.
У підсумку для «кінгів» розглядалися схеми з лінійно-піднесеним розміщенням дво-, три- і чотиригарматних башт з розташуванням двох башт у носі та однієї-двох у кормі. За договором довелося обмежити калібр значенням 356 мм, тому вважалося важливим забезпечити якнайбільшу кількість гармат у залпі. Задля цього для 356-мм гармат розглядалися схеми з чотирма тригарматними та трьома чотиригарматними баштами. При рівній кількості гармат у бортовому залпі виграш по масі давало використання чотиригарматних башт, тому зрештою в проєкті 14Р зупинилися на схемі з розміщенням трьох чотиригарматних башт за лінійно-піднесеною схемою — дві на носі та одна на кормі. Але у фінальному проєкті вимагали збільшити бронювання, що вирішили зробити шляхом зменшення кількості гармат. Розглядався варіант встановлення трьох тригарматних башт, але від нього відмовилися як через слабкий бортовий залп (інші європейські лінкори мали бортовий залп з 8—9 більших 380—381-мм гармат), так і через невдалий досвід із тригарматними установками «Нельсонів». Через це необхідної економії маси досягли замінивши піднесену башту на двогарматну.
За традицією в британських документах башти позначалися як «А», «В» та «Y», якщо рахувати з носа. Горизонтальні кути обстрілу для башт двогарматної «В» і чотиригарматної «В» становили 270°, а для носової чотиригарматної башти «А» — 286°. В результаті у секторі від діаметральної площини до 45° могли стріляти 6 гармат, від 45° до 135° — всі 10, від 135° до 143 ° — 8 - і від 143° до 180° (прямо у корму) — 4.
Одним із невдалих рішень була вимога забезпечити можливість стрільби прямо по носу на нульовому куті піднесення. Це рішення потім було визнано хибним. Насправді стрільба прямо вперед не використовувалася, оскільки при цьому відбувалася руйнація палуби дульними газами. Через таке рішення корпус практично не мав підйому у носі, що спричинило погіршення морських якостей. Кораблі вважалися «мокрими» і за свіжої погоди башти постійно заливалися хвилями. Ущільнення гарматних амбразур виявилися незадовільними. У бою з «Бісмарком» у «Кінг Джорджа V» вода стікала вниз, і прислузі перевантажувального відділення носової башти «А» доводилося працювати по коліно в крижаній воді. Хоча потім ущільнення покращили, башти все одно залишалися «мокрими». У 1943 році «Дюк оф Йорк» у бою з «Шарнгорстом» мав ті ж проблеми із заливанням.
За цим проєктом збудували найбільшу серію «договірних» лінкорів — п'ять штук. «Кінг Джордж V» та «Прінс оф Уелс» увійшли в дію в найскладніший для Британії період — на початку 1941 року. Старі британські лінкори мали обмежену швидкість, що не перевищувала 23 вузлів. Їм було дуже важко протистояти німецьким 30-вузловим «Шарнгорсту» та «Гнейзенау» та 27-вузловому «Бісмарку». Тому нові лінкори вводилися поспіхом, попри постійні проблеми із гарматами головного калібру. Їхнє доведення робили вже у процесі бойових дій. На «Прінс оф Уелс» заводські команди перебували на борту навіть під час бою в Данський протоці. «Дюк оф Йорк» увійшов до строю до кінця 1941 року, а «Енсон» та «Хау» у 1942 році, коли потреба в них була вже не такою гострою.
1940 року британці зіткнулися з необхідністю захисту від висадки німецьких військ на британських островах. У німецьких джерелах ця операція називалася «Морський лев». Для захисту Дуврської протоки поспіхом встановлювалися додаткові берегові батареї. Для цього були використані й гармати «кінгів», які будувалися. Дві гармати були встановлені на Дуврському баражі та отримали назви «Пух» та «Вінні».

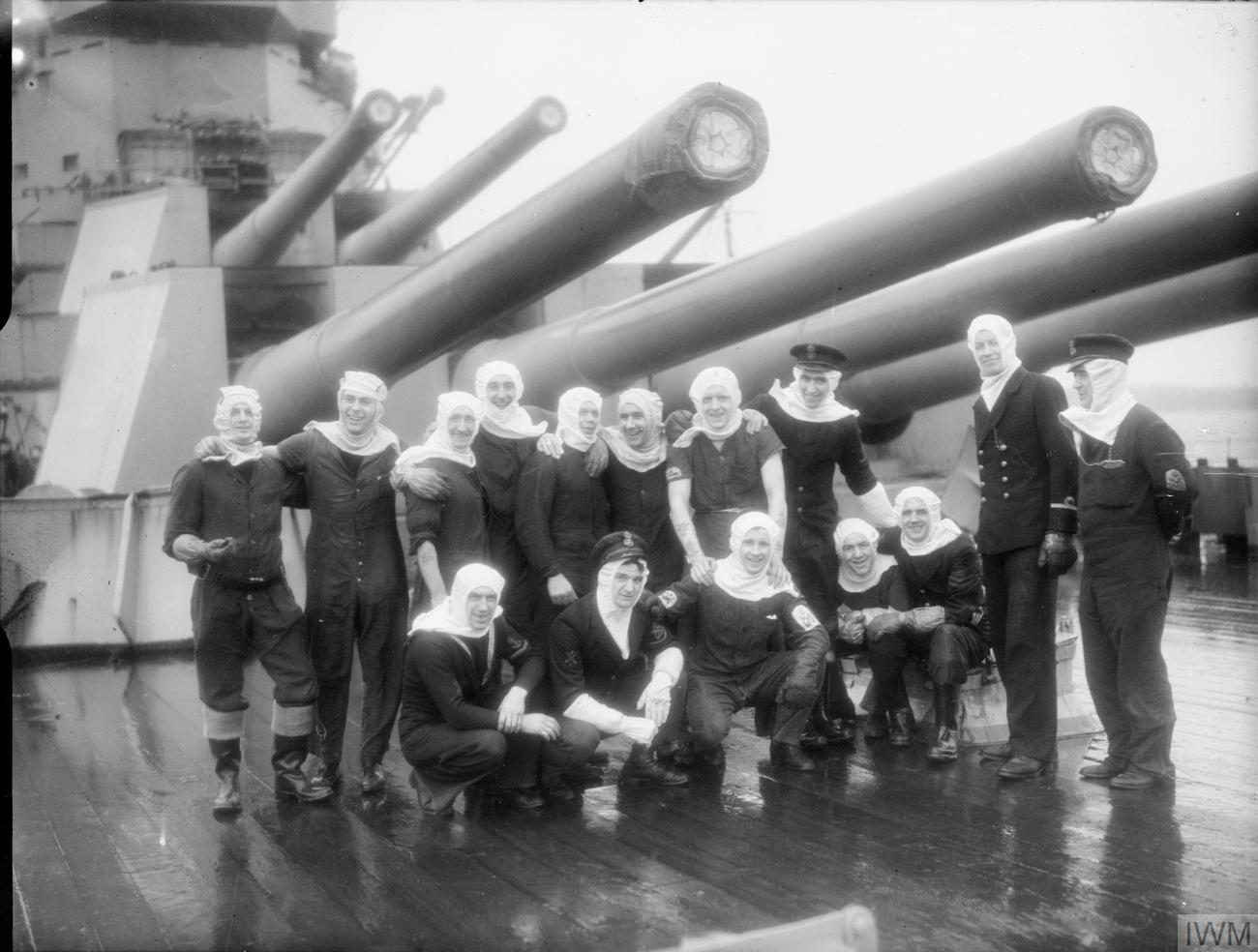
Частина штату 356-мм башт на палубі лінкора «Дюк оф Йорк» після бою с «Шарнгорстом» 26 грудня 1943 року
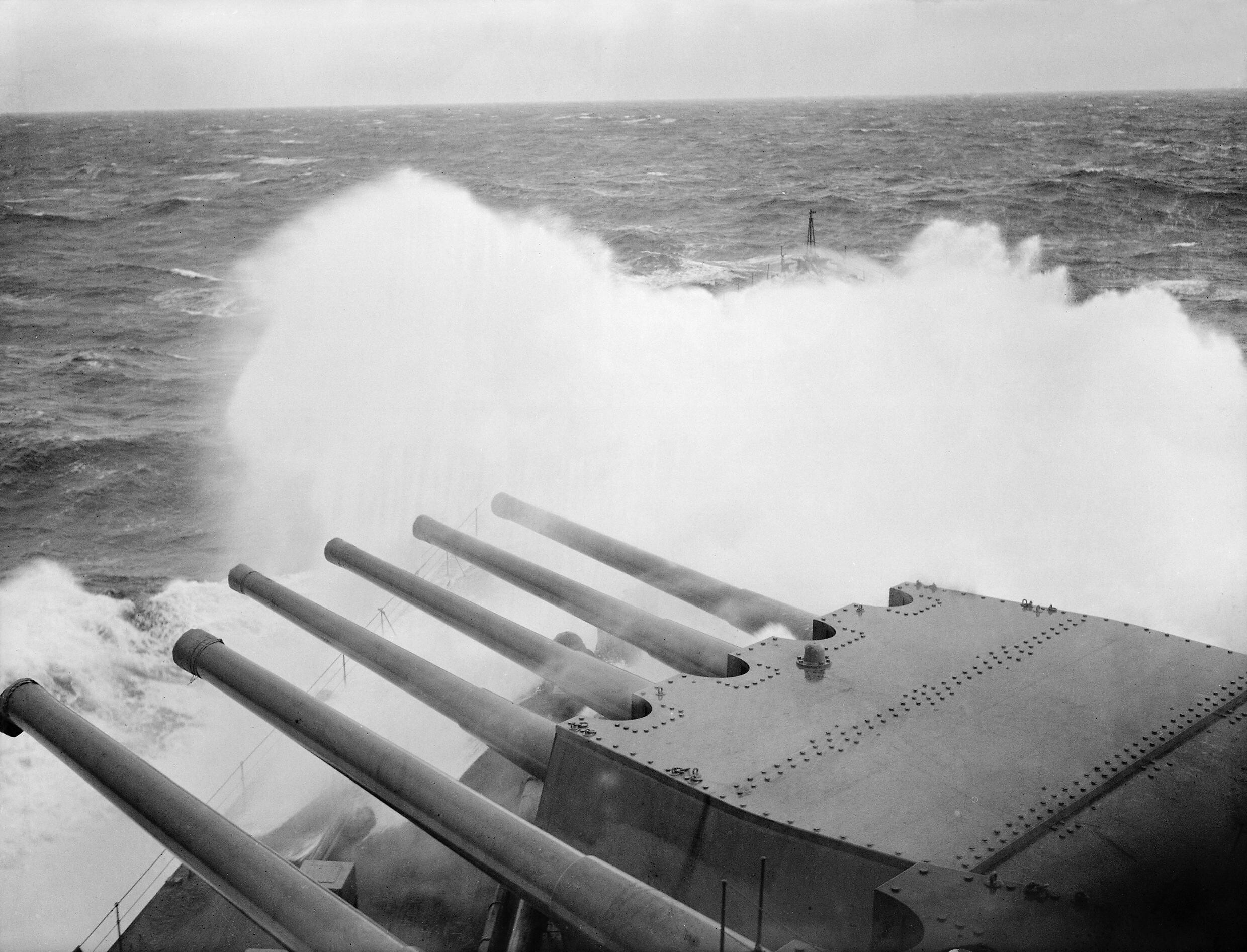
Лінкор «Дюк оф Йорк» в Атлантиці у грудні 1941 року. Видно як хвилі заливають башти ГК
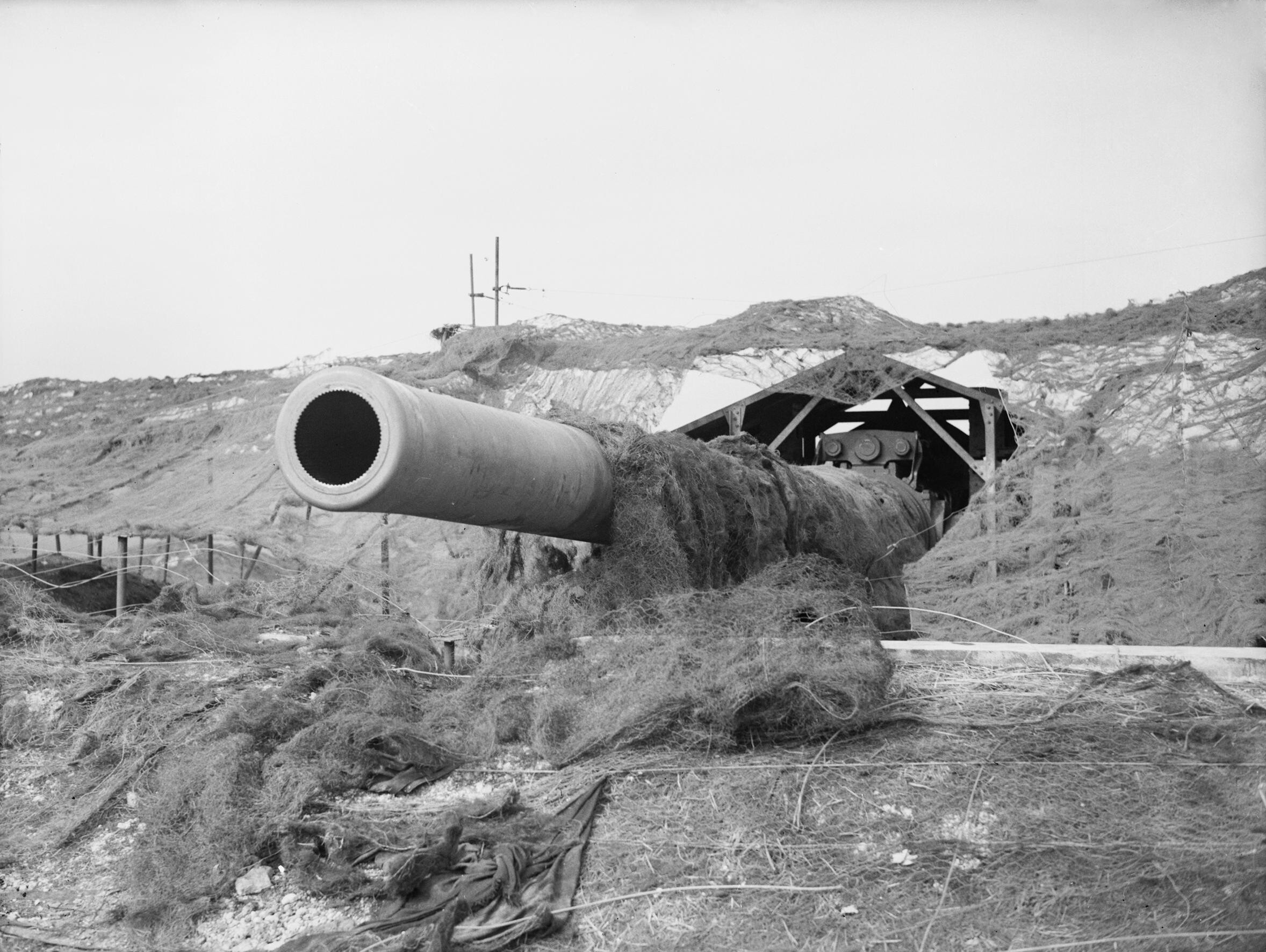
Гармата «Вінні» на позиції
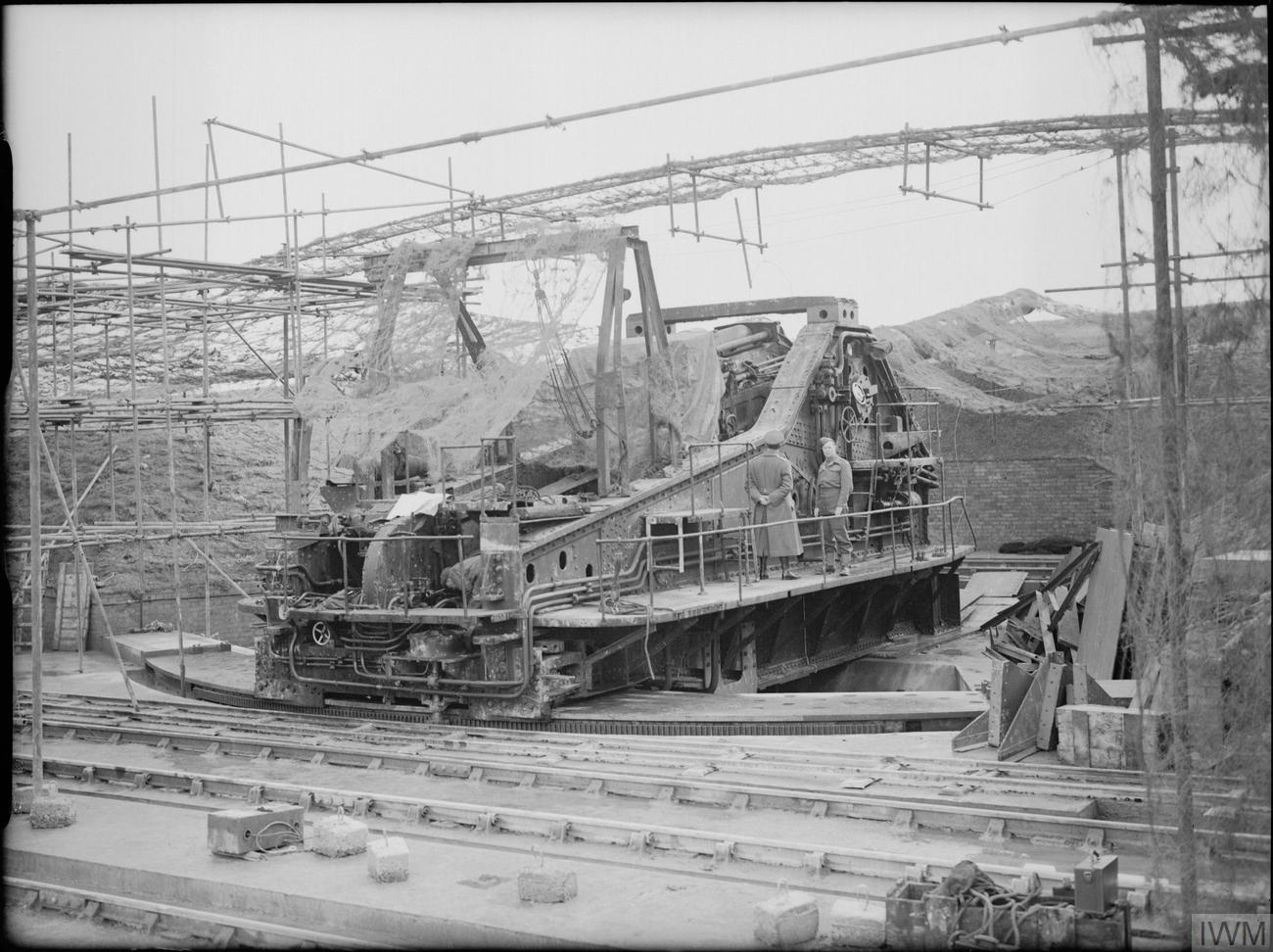
Гармата «Пух» на позиції

## Конструкція

### 356-мм гармата Mk VII
| Характеристики 356-мм гармати Мк VII     | Характеристики 356-мм гармати Мк VII | Характеристики 356-мм гармати Мк VII |
|                                          | ранні (№ 51—90)                      | пізні (№ 91—136)                     |
| ---------------------------------------- | ------------------------------------ | ------------------------------------ |
| Позначення                               | 14-inch Mark VII                     | 14-inch Mark VII                     |
| Дата розробки                            | 1937                                 | 1937                                 |
| Дата початку експлуатації                | 1940                                 | 1940                                 |
| Калібр, мм                               | 356                                  | 356                                  |
| Довжина ствола, калібрів                 | 45                                   | 45                                   |
| Маса гармати з затвором                  | 80 865                               | 80 256                               |
| Маса гармати з противагою, кг            | 92 042                               | 92 956                               |
| Довжина ствола, мм                       | 16 002                               | 16 002                               |
| Довжина гармати, мм                      | 16 532                               | 16 532                               |
| Довжина камори, мм                       | 2756,9                               | 2756,9                               |
| Довжина нарізної частини, мм             | 13 098,3                             | 13 098,3                             |
| Об'єм комори, дм³                        | 360,5                                | 360,5                                |
| Нарізи, (кількість) глибина × ширина, мм | (72) 2,97×9,309                      | (72) 2,97×9,309                      |
| Ширина поля нарізів, мм                  | 6,208                                | 6,208                                |
| Крутизна нарізів                         | Постійна, 1 оберт на 30 калібрів     | Постійна, 1 оберт на 30 калібрів     |

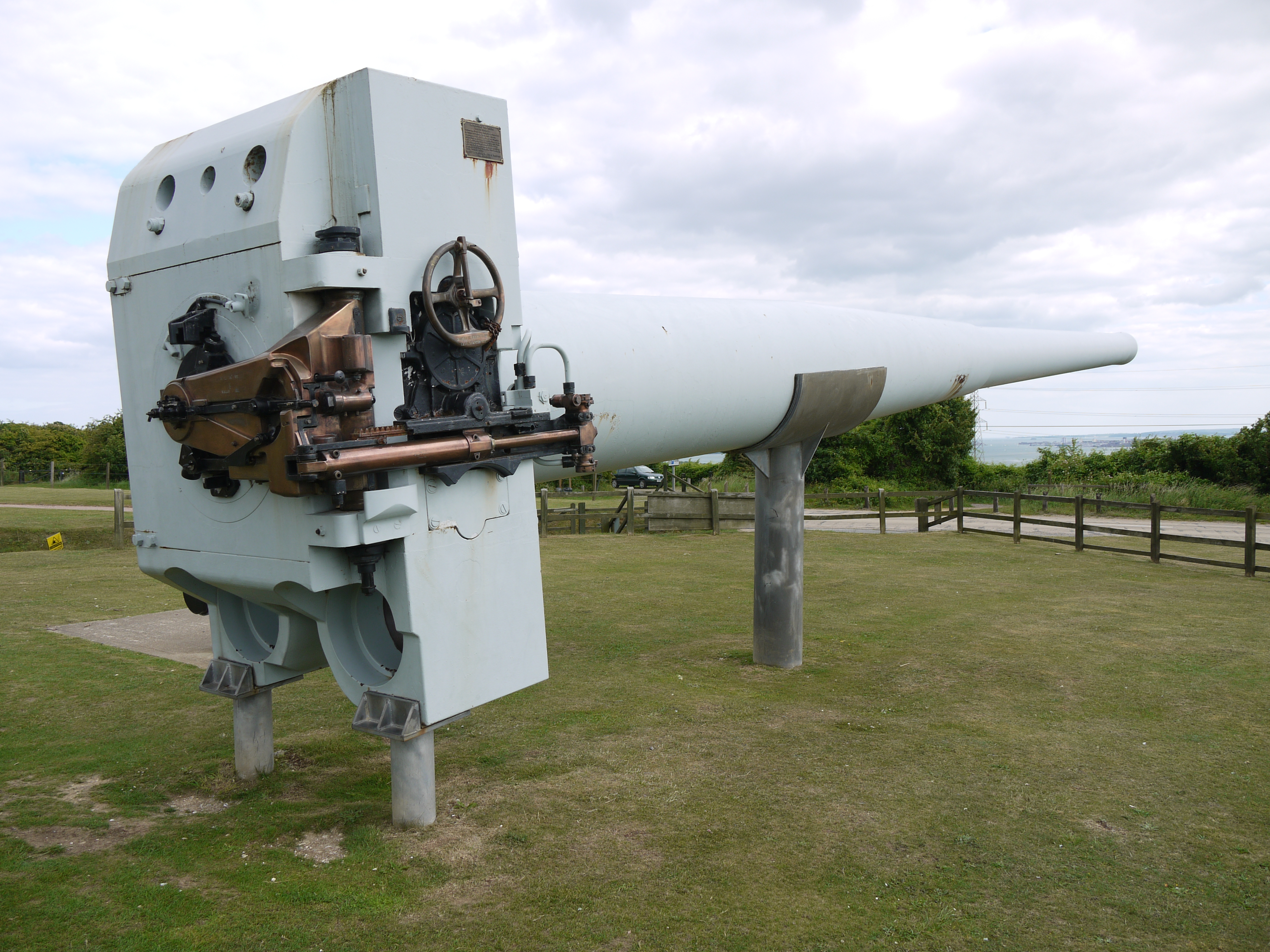
Тіло гармати Mk VII (ствол с затвором) у воєнному музеї під Портсмутом. Можна розгледіти механізми затвора і противагу зверху та знизу казенної частини гармати. На противазі видно отвори під кріплення противідкотних пристроїв.

Для 343- та 381-мм британських гармат Першої світової війни була характерна концепція «важкий снаряд — помірна початкова швидкість». Під час опрацювання концепції 406-мм гармат для «Нельсона» було проведено тестові стрільби з 343-мм і 356-мм гармат звичайним і полегшеним снарядом. Через погану якість снарядів дійшли висновку, що важкий снаряд схильний до руйнації під час пробиття під кутом, відмінним від нормального. Тому для 406-мм гармати Mk I було прийнято нетрадиційну концепцію «легкий снаряд — висока початкова швидкість». Надалі це рішення було визнано хибним. Легкий снаряд був коротшим, і це призводило до підвищеного биття його у стволі та підвищеного зносу ствола. Зниження проєктного тиску в каналі ствола дозволило знизити гостроту проблеми, але не розв'язала її. Ціною зниження початкової швидкості значення живучості ствола покращили до 200 пострілів, але це було недостатнім значенням. Наслідком цього стала і низька кучність стрільби. Тому на нових 356-мм гарматах британці повернулися до концепції «важкий снаряд — помірна початкова швидкість».
Гармати для «Кінг Джорджа» отримали позначення Mk VII. Іноді стверджується, що розробка цієї гармати велася з урахуванням конструкції 356-мм гармати Mk I, створеної для чилійського лінкора «Альміранте Латорре», але між конструкціями цих двох гармат було мало спільного. Та й маса гармати Mk I становила 85 т, значно більше, ніж у Mk VII. Фактично за основу було взято конструкцію експериментальної 305-мм гармати Mk XIV.
Ствол гармати Mk VII складався з внутрішньої труби А, що звужувалася, труби А, кожуха казенника прямокутної форми, поршневого гнізда всередині труби А і муфти над казенною частиною труби А. Внутрішня труба А мала два позиціонуючі виступи, перший з яких знаходився в 12 458,5 мм від дульного зрізу. Використовувався поршневий затвор системи Веліна з гідравлічним механізмом Асбурі, загальна маса яких складала 1880 кг . Усього разом із дослідною було виготовлено 78 гармат — 24 королівської гарматною фабрикою у Вулвічі, 39 на заводі Віккерс-Армстронг в Елсвіку та 15 у Beardmore. Вони були двох різних модифікацій. По первісному кресленню були виготовлені гармати з номерами з 61 до 90. Вони мали масу 80 865 кг. Разом із противагою — 92 042 кг. Потім було змінено форму казенника. Самі гармати з № 91 по № 136 стали трохи легше — без затвора 80 256 кг, але з противагою їхня маса зросла до 92 956 кг. Кемпбелл згадує, що в одному зі списків було знайдено позначення Mk.VII*. Припускають, що це мала бути гармата зі стволом, що легко демонтується, але відомостей про його виробництво немає.
| Дальність стрільби 356-мм гармати Мк VII | Дальність стрільби 356-мм гармати Мк VII | Дальність стрільби 356-мм гармати Мк VII |
| Тип установки                            | Корабельна                               | Берегова                                 |
| ---------------------------------------- | ---------------------------------------- | ---------------------------------------- |
| Маса снаряда, кг                         | 721                                      | 721                                      |
| Заряд пороху                             | 153,4 кг SC 300                          | 220,4 кг SC 500                          |
| Початкова швидкість снаряда, м/с         | 757                                      | 869                                      |
| Кут піднесення, °                        | 40                                       | 45                                       |
| Максимальна дальність стрільби, м        | 35 260                                   | 46 630                                   |
| Робочий тиск у стволі, кг/см²            | 3230                                     |                                          |
| Живучість ствола, ЕПЗ                    | 375                                      |                                          |

Ствол гармати вийшов досить легким — на 6 т легше, ніж у Mk I, — але вся економія була зведена нанівець конструкцією башт. На 381-мм гарматах використовувалося розташування цапф у центрі мас ствола. Для зниження висоти башт нових лінкорів було висунуто вимогу обмежити хід казенної частини. Для цього потрібно було зменшити дистанцію від осі цапф до казенного зрізу ствола. Цього добилися просто зсунувши осі цапф якомога ближче до казенної частини, тому для врівноваження гармати на її казенну частину довелося навісити додатковий 11,5-т вантаж-противагу.
Метальний заряд складався із чотирьох частин пороху. 722-кілограмовому бронебійному снаряду надавалась початкова швидкість 757 м/с. При цьому вона досягалася навіть меншим тиском у каналі ствола, ніж у 381-мм гармати. У результаті було досягнуто хорошої тривалості життя ствола — 340 пострілів повним бойовим зарядом.
| Таблиця стрільби бронебійним снарядом із початковою швидкістю 731,5 м/с | Таблиця стрільби бронебійним снарядом із початковою швидкістю 731,5 м/с | Таблиця стрільби бронебійним снарядом із початковою швидкістю 731,5 м/с | Таблиця стрільби бронебійним снарядом із початковою швидкістю 731,5 м/с | Таблиця стрільби бронебійним снарядом із початковою швидкістю 731,5 м/с | Таблиця стрільби бронебійним снарядом із початковою швидкістю 731,5 м/с | Таблиця стрільби бронебійним снарядом із початковою швидкістю 731,5 м/с |
| Дальність, м                                                            | Кут піднесення гармати, °                                               | Кут падіння снаряду                                                     | Швидкість снаряду при падінні, м/с                                      | Час польоту, с                                                          | Бронепробивність, мм                                                    | Бронепробивність, мм                                                    |
| Дальність, м                                                            | Кут піднесення гармати, °                                               | Кут падіння снаряду                                                     | Швидкість снаряду при падінні, м/с                                      | Час польоту, с                                                          | пояс                                                                    | палуба                                                                  |
| ----------------------------------------------------------------------- | ----------------------------------------------------------------------- | ----------------------------------------------------------------------- | ----------------------------------------------------------------------- | ----------------------------------------------------------------------- | ----------------------------------------------------------------------- | ----------------------------------------------------------------------- |
| 0                                                                       | 0                                                                       | 0                                                                       | 731,5                                                                   |                                                                         | 668                                                                     |                                                                         |
| 4 570                                                                   | 2,58                                                                    | 2,80                                                                    | 658                                                                     | 6,59                                                                    |                                                                         |                                                                         |
| 9 140                                                                   | 5,61                                                                    | 6,50                                                                    | 587                                                                     | 14,06                                                                   | 396                                                                     | 29                                                                      |
| 13 720                                                                  | 9,26                                                                    | 11,55                                                                   | 526                                                                     | 22,57                                                                   | 335                                                                     | 50                                                                      |
| 18 290                                                                  | 13,72                                                                   | 18,20                                                                   | 476                                                                     | 32,41                                                                   | 285                                                                     | 73                                                                      |
| 22 860                                                                  | 19,25                                                                   | 26,38                                                                   | 445                                                                     | 43,86                                                                   | 241                                                                     | 102                                                                     |
| 27 430                                                                  | 26,18                                                                   | 35,62                                                                   | 436                                                                     | 57,43                                                                   |                                                                         |                                                                         |
| 32 000                                                                  | 35,97                                                                   | 46,08                                                                   | 452                                                                     | 74,97                                                                   |                                                                         |                                                                         |
| 33 380                                                                  | 40,70                                                                   | 50,45                                                                   | 464                                                                     | 83,2                                                                    |                                                                         |                                                                         |

### Снаряди
Погреби були розраховані на 100 снарядів на ствол. Щоб вкластися в договірні обмеження в 35 000 т, британці трохи схитрили, і при розрахунку стандартної водотоннажності боєзапас вважався по 80 снарядів на ствол. Для 356-мм гармат було прийнято порівняно важкі снаряди. Спочатку до боєкомплекту входили лише 722-кілограмові бронебійні снаряди Mark VIIB з «макарівським» ковпачком. Балістичний фактор (відношення маси до куба калібру в дециметрах) дорівнював 16 — стільки ж, скільки у 381-мм снаряда, і значно більше, ніж у 406-мм снаряда «Нельсонів» (13,5).
Бронебійний снаряд Mark VIIB вважався дуже вдалим. У Ютландській битві 1916 року було виявлено неефективність британських бронебійних снарядів. Найбільший ефект досягався, коли снаряд, пробивши броню в цілому стані, вибухав усередині корпусу. Через чутливу вибухову речовину (ВР) британські снаряди виявилися схильні до передчасного підриву, а через слабку міцність корпусу часто руйнувалися до проходження крізь броню. Внаслідок низки проведених робіт з поліпшення їх якості, до початку Другої світової війни британці змогли розробити чудові бронебійні снаряди. Снарядна склянка виготовлялася з високоміцної сталі. 356-мм снаряд містив близько 2,5 % (22 кг) вибухової речовини. Як така використовувався «шелліт» — суміш 2/3 пікринової кислоти (тринітрофенолу) і 1/3 динітрофенолу. Внаслідок останнього додатку він був менш схильний до передчасної детонації, ніж застосовуваний раніше «ліддіт».
Снаряд мав гарну обтічну форму — балістичний наконечник мав оживало 6/12 crh проти 5/10 crh у 381-мм снаряда. Це значило, що довжина балістичного наконечника була така ж, як у оживала з радіусом 6 калібрів, при гладкому поєднанні з циліндричною частиною. Але фактично радіус наконечника становив 12 калібрів, і поєднання з циліндричною частиною було під кутом. Підривник розташовувався у спеціальній втулці, дещо віддаленій від донної частини. Це збільшувало можливість його спрацьовування при косих ударах. І хоча американці вважали, що їхні надважкі снаряди давали велику пробивність по товстій броні, британці дуже високо оцінювали свій снаряд. Враховуючи, що під час війни англійцям вдавалося швидко виводити з ладу артилерію німецьких лінкорів із пробиттям башт і барбетів, приблизно рівних за товщиною калібру снаряда, стає зрозумілим, чому англійці довіряли своїм снарядам.
З кінця 1942 — початку 1943 року в снарядах почав застосовуватися барвник сплесків. Це допомагало відрізняти сплески від падіння своїх снарядів під час групової стрільби кількох кораблів. Підфарбовування вироблялося добавкою під балістичний наконечник пакета з фарбувальним порошком, і оціннково маса снаряда при цьому зростала на 2,3-2,7 кг. За документацією в 1946 році для «Кінг Джорджа» колір був жовтим, для «Дюк оф Йорк» зеленим і червоним для «Хау». У «Енсона» сплески були білими, що, швидше за все, означає, що барвник не застосовувався. Щоправда, Кофман вважає, що під час війни снаряди з барвниками не використовувалися взагалі, оскільки групова стрільба кількох «кінгів» по надводній цілі була подією малоймовірною.
Протягом більшої частини війни боєкомплект лінкорів складався лише з бронебійних снарядів. Наприкінці війни, коли вони почали залучатися до обстрілу берега при висадці на Сицилії, а потім і на Тихому океані, було розроблено фугасний снаряд. На борт їх бралася невелика кількість — 1943 року їх було по п'ять снарядів на ствол, і основу боєзапасу все одно становили бронебійні снаряди. Фугасний снаряд також мав масу 722 кг.

### Метальний заряд
Метальний заряд складався з чотирьох частин, укладених у шовкові картузи. У стандартному заряді для кораблів використовувався порох марки SC 300 загальною масою 153,4 кг. Для берегових гармат використовувався заряд пороху марки SC 500 масою 220,4 кг. Порох виготовлявся у вигляді шнурів. У назві «SC 300» «SC» означає марку пороху, а цифра «300» — у тисячних частках дюйма діаметр фільєри, через яку видавлювався порох у процесі виробництва. Тобто для SC 300 він становив 0,3 дюйма — 7,62 мм. У двох із чотирьох картузів був запальник — 1,814 кг чорного пороху марки G12.
На відміну від кордиту марки MD, що використовувався в роки Першої світової війни, і його післявоєнного варіанту MC, порох SC був більш безпечним порохом на нелетючому розчиннику. Він був розроблений 1927 року після дослідження британськими фахівцями німецького пороху RP C/12 на нелетючому розчиннику. Як додатковий розчинник у поросі SC використовувався централіт , який після випарювання залишався в поросі й додатково грав роль стабілізатора. Абревіатура SC розшифровується як Solventless Cordite (укр. Кордит на нелетючому розчиннику), альтернативна розшифровка — Solventless Carbamite (укр. з використанням нелетючого розчинника централіту, carbamite - синонім централіту). До складу пороху SC входили 49,5 % нітроцелюлози (вміст азоту 12,2 %), 41,5 % нітрогліцерину та 9 % централіту. Він був менш калорійним, ніж кордит — калорійність 970 ккал, температура горіння за початкових умов 3090°К. При виробництві SC для нейтралізації залишків кислоти використовувалася крейда, тому через наявність кальцію у продуктах згоряння спалах при пострілі був яскравішим, ніж у кордиту. Порох у картузах знаходився у вигляді довгих шнурів.

### Баштові установки
| Кількість стволів                            | 2       | 4       |
| Маса частини що обертається, т               | 912     | 1575    |
| Діаметр погону, м                            | 7,92    | 10,82   |
| Внутрішній діаметр барбету, м                | 8,99    | 12,19   |
| Відстань між осями гармат, м                 | 2,44    | 2,44    |
| Довжина відкоту, м                           | 1,14    | 1,14    |
| Максимальна швидкість підйому стволів, °/сек | 8       | 8       |
| Максимальна швидкість обертання, °/сек       | 2       | 2       |
| Цикл стрільби, сек                           | 30      | 30      |
| Бронювання, мм                               |         |         |
| лоб                                          | 324     | 324     |
| бічні стінки                                 | 224—174 | 224—174 |
| задня стінка                                 | 174     | 174     |
| дах                                          | 149     | 149     |

Для лінкорів типу «Кінг Джордж» довелося розробляти два типи установок — чотири- та двогарматні. Чотиригарматні башти «А» та «Y» отримали позначення Mark III, а двогарматна «В» — Mark II. Двогарматна башта за конструкцією була фактично половиною від чотиригарматної. Отримавши купу проблем з тригарматною баштою для «Нельсонів», британці вирішили надавати перевагу баштам з парною кількістю стволів, які дозволяли краще синхронізувати подачу боєзапасу.
Хоча перехід на заряджання на постійному куті піднесення і здавався кроком назад порівняно з 381-мм установками, він був обґрунтований. На 381-мм установках кут максимального підвищення становив 20°. Створити ж надійну конструкцію із заряджанням на кутах піднесення до 40° було практично неможливо.
Цикл стрільби гармати становив 30 с, тому перехід на постійні кути заряджання призводив до теоретичної скорострільності у 1 постріл на 40 секунд. Цей показник не відрізнявся від 406-мм гармат, що позбавляло нову британську гармату одного з козирів, на який розраховували під час проєктування. На практиці скорострільність вдалося довести до 2 пострілів на хвилину.
Лобова броньова плита мала досить нетрадиційний кут встановлення. Вона була вертикальна. З одного боку, конструктори вважали, що на великій дистанції похила плита невигідна, оскільки снаряд починає потрапляти до неї на кутах, близьких до нормалі. З іншого боку, за словами Вільяма Юренса, розрахунок був на геометрію. З похилою плитою для забезпечення великих кутів піднесення амбразури гармат виходили дуже великими й далеко заходили на дах башти. При вертикальній плиті амбразури гармати мали мінімальну висоту. Мінімальною була й висота самої плити, що за тієї ж товщини дозволяло зменшити її масу. Також осі цапф підходили максимально близько до лобової плити, що зменшувало розмір самої башти. Але за фактом заощадити масу не вдалося. Через таку геометрію і великий діаметр край барбету чотиригарматної башти виступав далеко за межі лобової плити. Цю ділянку потрібно було забронювати. Вона мала площу 10,7 м², і маса додаткової броні становила близько 13 т. Перед труднощами постали й під час виготовлення самої лобової плити. Так, її можна було виготовити одним листом і вона була міцнішою. Але технологічно зробити її було набагато складніше, ніж декілька з'єднаних між собою плит.
Самі гармати вийшли легкими, проте вся економія була зведена нанівець конструкцією башт. На 381-мм гарматах використовувалося розташування цапф у центрі ваги ствола. Щоб зменшити довжину бойового відділення 356-мм башт було висунуто вимогу зменшити відстань від осі цапф до казенного зрізу ствола. Цього добилися просто зсунувши осі цапф якомога ближче до казенної частини. Для врівноваження на казенну частину кожної гармати довелося навісити додаткову 11,5-т противагу. Таке рішення дозволило зменшити резерв висоти у підбаштовому відділенні, необхідний задля вільного відкоту гармат при максимальному куті піднесення. Але наслідком стала необхідність «возити» на кораблі 115 т марного баласту.
Попри досить легкі гармати та зусилля з отримання башт мінімальних габаритів, самі установки вийшли дуже важкими: обертова частина чотиригарматної башти важила 1582 т, а двогарматної — 915 т. Проєктні значення було перевищено приблизно на 55-60 т для кожної башти, переважно через додаткові пристрої блокування.
Частину маси було витрачено на потужне бронювання. Але чималу його частку зайняли й численні пристрої, покликані надати башті максимальний захист від полум'я. Після гіркого досвіду Ютланда, коли через вибух погребів злетіли в повітря три лінійні крейсери, британці вирішили підвищити захист башт від проникнення полум'я у разі загоряння після попадання за допомогою численних механічних засобів. Через це, попри заряджання при постійному куті, конструкція башти вийшла набагато складнішою, ніж у 381-мм установок Mk I. Так загальна кількість рухомих деталей для чотиригарматних установок перевищувала 3000.
Після Першої світової війни вкотре було переоцінено «напрямок головної небезпеки» для погребів. Порохові заряди були більш схильними до детонації, ніж снаряди. За досвідом Ютландської битви дійшли висновку, що основну небезпеку становлять снаряди, які потрапляють у погреб зверху крізь палуби. Тому на «Кінг Джорджах», як і на «Нельсонах», перейшли на розташування снарядних погребів над зарядними.

#### Башти
Осі цапф гармат розташовувалися лише у 2,13 м від лобової плити. Казенна частина під час підйому ствола описувала дугу радіусом 4420 мм. Довжина відкоту становила 1295 мм і при куті підвищення гармати у 40° казенник опускався на 3,6 м нижче рівня підлоги бойового відділення. Гармати розташовувалися на однаковій відстані одна від іншої, з відстанню між осями близько 2286 мм. Таким чином у чотиригарматній башті Mk III відстань між осями зовнішніх гармат була 6858 мм.
Усі гармати розташовувалися в індивідуальних люльках і мали індивідуальний привід. Максимальний кут піднесення сягав 40°, а зниження -3°. Горизонтальне та вертикальне наведення здійснювалося гідравлічними приводами зі швидкістю 2 і 8°/сек відповідно. Досить висока швидкість вертикального наведення обумовлювалася зокрема тим, що заряджання здійснювалося при постійному куті піднесення 5°. Обертання башти здійснювалося двигуном потужністю 160 к. с. для чотиригарматної та 70 к. с. для двогарматної башти, за допомогою черв'ячної зубчастої передачі. Як і на 406-мм баштах «Нельсонів», на баштах Mk II та Mk III було два погони — основний, який ніс загальну масу башти, та додатковий. Додатковий роликовий погон розташовувався над основним і запобігав переміщенню башти у горизонтальному напрямку.
Діаметр погона чотиригарматної установки становив 10,6 м, а ширина бойового відділення — понад 11,7 м. Висота башти над головною палубою складала 6 м, з яких нижні 3,2 м становив нерухомий барбет. З урахуванням товщини броні даху башти це давало висоту бойового відділення близько 2,4 м. Відстань від лобової броньової плити до задньої вигнутої стінки становила 12,2 м. Барбет піднесеної двогарматної башти мав висоту 6,7 м, а діаметр погона складав 9  м. Висота від даху до низу подачної труби становила 16,15 м  для чотиригарматної та 21,9 м для двогарматної установки.

#### Зарядне перевантажувальне відділення
На рівні перевантажувального зарядного відділення подачна труба мала прямокутний переріз. Вона містила чотири дворівневі кліті-зарядники для порохових зарядів, розташованих одна біля одної. Для двогарматної башти їх було лише дві. У нижній частині подачної труби знаходилася кільцева платформа, що оберталася разом із баштою. Платформа перебувала на одному рівні з палубою. З одного боку платформи знаходилися два завантажувальні механізми для подачі зарядів у два центральні зарядники. З протилежного боку розташовувалися механізми подачі у зовнішні зарядники. Механізми подачі мали дворівневі лотки, які розташовувалися на тому ж рівні, що і лотки зарядника у його нижньому положенні. Механізми зарядки відокремлювалися від подачної труби ковзаючими вогнестійкими заслінками.
Чвертини зарядів з погребів роликовим транспортером переміщалися до вогнестійкого лотку з гідравлічним приводом. Лоток підіймався на коротку відстань до рівня перевантажувального відділення. Таких підйомників було чотири для погребів башт «А» та «В». Через брак місця для башти «Y» два з чотирьох підйомників були замінені на парні водонепроникні двері-шлюзи. У перевантажувальному відділенні чвертини зарядів перекочувалися (ті що пройшли через люк — передавалися) до лотків очікування.
На кожному лотку містилося по дві чвертини, тобто напівзаряд. Кожен зарядник оснащувався індивідуальним дворівневим досилачем. Система управління досилачем спочатку відкривала вогнестійку заслінку і потім надсилала напівзаряди до кліті. Всі пересування при цьому мали механічне блокування, що запобігало неправильному спрацьовуванню.

#### Снарядне перевантажувальне відділення
Снарядні зарядники у нижньому положенні з'єднувалися з лючками подачі снарядів у снарядному перевантажувальному відділенні. Це відділення також було квадратним. З кожного боку відділення розташовувалися снарядні погреби, у яких снаряди зберігалися у горизонтальному положенні. За допомогою системи підвісних талей снаряди з погреба переміщалися на чотири паралельні жолоби, так звані «лотки очікування». Кожен лоток оснащувався власним штовхачем і відокремлювався від перевантажувального відділення вертикальними ковзаючими водонепроникними дверима.
Усередині перевантажувального відділення навколо подачної труби знаходився поворотний стіл — так зване «снарядне кільце». Це кільце могло обертатися окремо від башти, й на ньому знаходилися чотири групи жолобів через кожні 90°. Для чотиригарматних башт кільце містило 16 снарядів — чотири групи по чотири жолоби, а для двогарматної 8 — чотири групи по два снаряди.
У положенні «до корабля» снарядне кільце встановлювалося жолобами навпроти стін погребів. Заслінки відчинялися, та з «лотків очікування» всі 16 (вісім для вежі «В») снарядів переміщувалися на снарядне кільце. Після цього, за допомогою гідравлічного приводу, снарядне кільце проверталося навколо подачної труби, встановлюючись однією з груп снарядів навпроти заслінок снарядних зарядників. Поворотний стіл блокувався у положенні «до подачної труби» і далі обертався разом із баштою.
Зовні подачної труби над снарядним кільцем знаходилося невелике приміщення з блоком управління. У положенні «до подачної труби» блок розташовувався над групою снарядів. З блоку виступали чотири головки штовхача, за допомогою яких снаряди переміщалися з поворотного столу в снарядні зарядники.
Снарядне кільце мало зубці, нанесені на внутрішній та зовнішній обід. Зовнішні зубці сполучалися з редуктором з приводом від гідравлічного двигуна, закріпленого на палубі перевантажувального снарядного відділення. Внутрішні зубці сполучалися з шестернею, що приводилася в обертання другим двигуном, розташованим на трубі подачі.
Контрольна панель у перевантажувальному відділенні керувала установкою кільця в положення «до корабля» і включала важіль, що контролює поворот кільця з положення «до труби подачі» в положення для зарядки з погреба. Там же знаходився важіль, що управляє замикаючими болтами, що блокують кільце в положенні «до корабля». Друга панель у блоці керування, закріплена на подачній трубі, містила важіль, керуючий роботою снарядних штовхачів та роботою болтів, що блокували кільце в положенні «до подачної труби». На цій же панелі знаходився важіль керування двигуном, закріпленим на трубі подачі. З цієї панелі управління кільце направлялося у положення «до подачної труби» і відбувалося управління процесом подачі снарядів в снарядні підйомники. Обидва двигуни були гідравлічно пов'язані один з одним і фактично могли керуватися з обох консолей. При цьому гідромеханічне блокування запобігало виставленню керуючих важелів у конфліктуючі положення. Розділене керування потрібно було тому, що оператору в перевантажувальному відділенні складно було контролювати встановлення кільця в положення «до подачної труби», а оператор у відділенні снарядних штовхачів не міг контролювати точну установку кільця у становище «до корабля».
Закріплений на палубі двигун мав потужність 24 к. с., а в приводі використовувалася черв'ячна передача і гнучка та фрикційна муфти, що допускали ексцентриситет і зсув рівня кільця щодо палуби на 25 мм вгору або вниз. Другий двигун, закріплений на трубі подачі, мав ту ж потужність, але без можливості компенсації ексцентриситету і зсуву рівня кільця.
Повністю завантаженого снарядного кільця вистачало на чотири повні залпи. Але з ним могли виникнути проблеми на ділянці стикування як до снарядного погребу, так і до подачної труби. Проблеми саме на цій ділянці виникли на «Прінс оф Уелс» і «Кінг Джорджі» під час бою з «Бісмарком».
З креслень видно, що снаряди поміщалися в снарядні підйомники наконечником вперед, тобто у тому положенні, у якому вони мали подаватися в зарядну камору.

#### Робоче відділення
У робочому відділенні відбувалося перевантаження снарядів і зарядів із нижньої частини системи подачі у зарядники, які вже підіймалися безпосередньо до гармат у бойовому відділенні. Але напряму це було неможливо, оскільки відстань між гарматами була набагато більше відстані між лініями подавання в нижній частині системи подачі. Тому перевантаження боєприпасів здійснювалося в проміжний транспортер, а вже звідти до зарядників бойового відділення. У своєму нижньому положенні снарядний лоток знаходився на 7 м нижче рівня підлоги робочого відділення, а зарядний ще на 2,4 м нижче. Зарядний та снарядний зарядники мали привід від лебідок з барабанами двох діаметрів. Діаметр барабанів був підібраний таким чином, щоб при підйомі зарядний лоток наганяв снарядний, і вони прибували до робочого відділення разом.
Пройшовши елеватором у своєму верхньому положенні чотири комбіновані зарядники зупинялися навпроти трирівневих штовхачів «елеваторний зарядник-транспортер». Транспортер являв собою трирівневий візок. На двох нижніх рівнях перебували по два картузи пороху (пів заряду). А на верхньому — снаряд. За допомогою штовхача боєприпаси з елеваторних зарядників переміщувалися на транспортер. Транспортера було чотири — по одному для кожної гармати, і переміщалися вони рейками, які були для них загальними. Рейки були розташовані перпендикулярно до осі гармат і транспортери переміщалися поперек башти. По них кожен транспортер за допомогою гідравлічного приводу розміщався навпроти зарядників бойового відділення, що коли вони знаходилися у нижньому положенні. Оскільки останні підіймалися вертикально, кожен транспортер фактично зупинявся навпроти своєї гармати. Після прибуття на місце транспортер розташовувався навпроти ще одного трирівневого штовхача — «транспортер — зарядник бойового відділення». За допомогою цього штовхача боєприпаси переміщалися у зворотному (стосовно напрямку роботи першого штовхача) напрямку. У центрі робочого відділення знаходився так званий «міст» — поміст, який у перерізі має форму літери «П» і охоплює ствол нижніх елеваторів. Через цей «міст» йшли три жолоби до кожного із зарядників бойового відділення. Через ці жолоби штовхач і переміщував боєприпаси на зарядник.
Таке компонування робочого відділення дозволяло легко розташувати чотири гармати в бойовому відділенні. Але будь-яке пошкодження рейкового шляху чи заїдання одного з транспортерів призводило до виведення з ладу системи подачі всіх гармат у башті.
У робочому відділенні знаходилися два пульти керування. На першому знаходилися важіль управління елеватором подачі снарядів та зарядів з перевантажувального відділення та важіль управління штовхачем «елеваторний зарядник — транспортер». На другому пульті знаходилися важіль управління транспортерами та важіль управління досилачем «транспортер — зарядник бойового відділення».

#### Бойове відділення
У бойовому відділенні біля кожної гармати був пульт із чотирма важелями. Лівий важіль при переміщенні в положенні «замкнутий» приводив гармату в положення для зарядки — до кута піднесення 5°. При цьому набір клапанів у гідравлічній системі був підібраний таким чином, щоб руху важеля вперед відповідав рух казенника гармати вгору, якщо кут піднесення був 5°, або щоб казенник рухався вниз, якщо кут піднесення був більшим. Наступним важелем відкривався чи закривався затвор. Третім підіймався чи опускався зарядник. А четвертим прибійник рухався вперед чи повертався назад.
Усі чотири важелі мали послідовне блокування. Важіль прибійника не міг бути приведений у дію, поки важіль зарядника не стояв у положенні «піднятий». Своєю чергою, він не міг бути переміщений, поки важіль затвора не стояв у положенні «відкритий». Важіль затвора був заблокований, поки важіль переміщення гармати не стояв у положенні «замкнутий».
Коли затвор був відкритий і трирівневий зарядник стояв на своєму місці, важіль прибійника переміщався в положення «трамбування». Поршень ланцюгового прибійника висувався вперед і заганяв снаряд у камору. Після цього важелем прибійник повертався назад. Ланцюг прибійника при цьому йшов у кожух, що містився під підлогою бойового відділення. Зарядник автоматично підіймався на один рівень, встановлюючи навпроти камори два півзаряди. Важіль прибійника знову переводився у положення «трамбування» і прибійник заганяв два півзаряди в камору. У цьому разі рух прибійника автоматично обмежувався, оскільки заряди потрібно було загнати в камору на меншу відстань, ніж снаряд. При поверненні прибійника зарядник підіймався на ще один рівень вгору, встановлюючи в положення для заряджання два останні півзаряди. Важіль прибійника натискався втретє і заряди заганялися в камору. Після третього повернення прибійника важіль управління зарядником розблоковувалося. Він встановлювався в положення «вниз» і порожній зарядник опускався до робочого відділення. При цьому затвор закривався і розблокувався важіль повернення гармати у становище для стрільби.
Така послідовність заряджання могла проводитися для усіх чотирьох гармат одночасно при повнозалповій стрільбі. При стрільбі напівзалпами у першому брали участь ліва зовнішня та праве внутрішня гармата, а потім інша пара. Також гармати могли стріляти та заряджатися по одній. Використання у перевантажувальному відділенні снарядного кільця полегшувало перехід на інший вид боєприпасу. Дві із чотирьох груп снарядних лотків могли бути заряджені бронебійними снарядами, а решта дві — фугасними. Тоді будь-який із цих типів снарядів був готовий до негайної подачі у бойове відділення.

## Система керування стрільбою
До системи керування артилерійським вогнем (СКВ) на лінкорах класу «Кінг Джордж» входили два командно-далекомірні пости (КДП) у носовій та кормовій частині надбудови та центральний артилерійський пост (ЦАП), розташований під головною броньовою палубою. Дані щодо дальності та пеленгу на ціль із КДП надходили до ЦАП. Оскільки ціль рухалася щодо корабля, а політ снаряда займав певний час, потрібно було розрахувати так звану «точку випередження» — місце, куди прийде ціль, коли до неї долетить снаряд. В ЦАП за допомогою аналогового обчислювача оброблялися дальність і пеленг на ціль, враховувалися параметри руху цілі та власного корабля, швидкість вітру та щільність повітря та розраховувалися дальність та напрямок у точку випередження. Відповідно до таблиць стрільби, з урахуванням зносу гармат розраховувалися кути наведення гармат. Ці дані передавалися у башти. У баштах завданням навідників було повернути башту та підняти гармату на потрібні кути. Після цього вони сигналізували про готовність відкрити вогонь, і лунав залп. У КДП знаходилися два навідники, які за допомогою кнопок відзначали «недоліт», «накриття», «переліт» — один за дальністю, другий за напрямком. Ці дані надходили до ЦАП і враховувалися для поправок під час наступного пострілу. Попри примітивність, система працювала надійно та видавала непогані результати на практиці.
Як резервні пости управління могли застосовуватися самі КДП головного калібру, кормовий запасний пункт управління і допоміжний пункт управління у піднесеній башті «В». Для цього на башті встановлювався здвоєний 30-футовий (9,14-метровий) далекомір. Обидва КДП на перших двох кораблях серії оснащувалися 15-футовими (база 4,57-м) далекомірами. На решті трьох кораблів на носовому КДП встановлювався 22-футовий (база 6,7-м) далекомір .
Також кожна башта мала засоби індивідуального ведення вогню. Вони знаходилися на посту локального управління (англ. LDS — local director sight) з бінокулярним прицілом і сервоприводом та аналоговим обчислювачем. Останній був спрощеним варіантом обчислювача, що встановлювався у ЦАП. Пост у чотиригарматних баштах розташовувався між лівою парою гармат, а обчислювальний пристрій — у спеціальному звукоізольованому приміщенні, що розміщався всередині барбету під лівою внутрішньою гарматою.
Для локального наведення у чотиригарматних баштах «А» та «Y» розташовувалися 12,5-метрові далекоміри, а у піднесеній «В» — здвоєний 9-метровий. Локальне управління оцінювалося досить високо, але не мало можливості отримувати дані від артилерійських РЛС, і через низьке розташування постів управління дистанція стрільби при локальному управлінні не перевищувала 6-8 миль.
На початку 1940-х років бурхливо розвивалися радіолокація, і на «кінгах» під час введення в дію на носовому КДП вже стояли дециметрові РЛС «Type 284». Цей радар міг відстежувати як ціль, так і сплески від падіння своїх снарядів. Трохи згодом надійшла на озброєння його модифікація «Type 284М». Вона стояла 1943 року на «Дюк оф Йорк» під час бою з «Шарнгорстом». На середину війни його замінили більш досконалі «Type 274». «Прінс оф Уелс» через свою загибель отримати його не встиг. На «Дюк оф Йорку» та «Енсоні» поставили пару сантиметрових радарів «Type 274» на носовому та кормовому КДП, але ці РЛС були дефіцитними, тому на «Кінг Джорджі» та «Хау» «Type 274» стояла тільки на носовому КДП, а на додаток до неї на кормовому КДП поставили п'яту РЛС «Type 285». Кемпбелл стверджує, що на «Кінг Джорджі» та «Хау» РЛС «Type 284» залишилася і стояла на кормовому КДП.
| Характеристики артилерійських РЛС           | Характеристики артилерійських РЛС | Характеристики артилерійських РЛС | Характеристики артилерійських РЛС |
| РЛС                                         | Type 284                          | Type 284М                         | Type 274                          |
| ------------------------------------------- | --------------------------------- | --------------------------------- | --------------------------------- |
| Частота, МГц                                | 600                               | 600                               | 3296                              |
| Довжина хвилі, см                           | 50                                | 50                                | 9                                 |
| Потужність імпульсу, кВт                    | 25                                | 150                               | 400                               |
| Тривалість імпульсу, мікросекунд            | 2                                 | 1                                 | 0,5                               |
| Дальність, м                                | 21 950±110                        | 27 430±23                         | 36 580±23                         |
| Ширина променя, °                           | 8                                 | 8                                 | 2                                 |
| Точність визначення напрямку, кутових мінут | ±30                               | ±5                                | ±3                                |

Повністю замінити РЛС на оптичні засоби британцям не вдалося. Навіть наприкінці 1943 року у бою з «Шарнгорстом» «Дюк оф Йорк» використовував не тільки РЛС, а й вів стрільбу за даними оптичних засобів. Загалом британська система центрального наведення оцінювалася дуже високо. У всіх трьох боях із застосуванням 356-мм гармат система керування добре утримувала ціль, забезпечуючи 5-7% відсотків попадань на дистанції в 6-8 миль (11-14,8 км).

## Служба
356-мм гармати Mark VII були використані у трьох артилерійських боях за участю лінкорів. «Кінг Джордж V» та «Прінс оф Велс» були залучені до полювання за німецьким рейдером — лінкором «Бісмарк». Розпочинаючи дії проти «Бісмарка», британські кораблі не провели належного циклу бойової підготовки — за вимогами приймання воєнного часу потрібно було провести по 25 пострілів на гармату. «Кінг Джордж» був відкликаний зі стрільб 15 січня 1941, щоб доставити нового британського посла лорда Галіфакса в США, і повний цикл випробувань був проведений тільки для однієї башти. «Прінс оф Велс» навіть не почав цикл підготовки та пішов у бій, тільки-но завершивши дообладнання, так що при виході з Росайта на його борту все ще продовжували працювати фахівці фірми «Віккерс-Армстронг».

### Бій у Данській протоці
Виконуючи операцію «Рейнюбунг», німецьке з'єднання у складі лінкора «Бісмарк» та важкого крейсера «Принц Ойген» проривалося до Атлантики. У Данській протоці 24 травня 1941 року їх перехопило британське з'єднання, куди входили лінійний крейсер «Гуд» та лінкор «Прінс оф Вель». З низки причин британці опинилися у невигідному тактичному становищі — вони йшли на супротивника під гострим курсовим кутом, тому на початку бою «Прінс оф Велс» міг використовувати лише шість гармат у носових баштах.
Перший залп «Прінс оф Вельс» по «Бісмарку» відбувся з дистанції в 120 каб (22,2 км). Стріляли лише три гармати з носової чотиригарматної башти — одна з гармат не діяла. Залп ліг із великим перельотом, що було не дивно, через проблеми із СКВ. Довгобазні далекоміри на баштах заливалися водою і не використовувалися. Наведення здійснювалося лише за даними 4,6-м далекоміра на носовому КДП. РЛС «Type 284» також використати не вдалося — її екран був забитий інтерференційними перешкодами. До проблем із СКВ додалися ще й збої в установках 356-мм гармат. Тільки двогарматна башта «В» працювала як належить, а в чотиригарматних установках відзначалися постійні поломки, і гармати в них постійно пропускали залпи. Екіпажу та представникам «Віккерс-Армстронга» доводилося виправляти поломки під час бою.
Другий залп також ліг із перельотом. «Прінс оф Велс» розпочав пристрілку «сходами» — 3-ї та 4-ї залпи йшли зі зменшенням дистанції на 400 ярдів (360 м) та 350 ярдів (300 м) за напрямком. Носова башта «А» страждала через постійне заливання. Хвилі проходили верхньою палубою, розбиваючись об барбет, і вода проливалася в підбаштове відділення через щілини. Через шпигати, що засмітилися, воду не можна було спустити, і обслуга працювала по коліно у воді, поки башту не заклинило. Через швидку загибель «Гуда» та проблеми з ГК «Прінс оф Велс» припинив зближення, поставив димзавісу та відвернув від противника. Під час повороту один зі снарядів у снарядному кільці кормової башти «Y» вислизнув із жолоба і заклинив кільце, перервавши подачу боєзапасу. Усунути поломку змогли лише за 2 години. Капітану «Прінс оф Велс» не залишалося більше нічого, крім як вийти з бою.
Бій загалом тривав 12 хвилин. Дистанція на момент припинення бою була 71-72 каб (13,1-13,3 км). Всього «Прінс оф Велс» дав 18 залпів, у яких мали брати участь 74 гармати. Але через збої було зроблено лише 55 пострілів (74%). Накриття були лише у 6, 9 та 13 залпах. Загалом у «Бісмарк» було три влучення. Одним знесло в море шлюпку, два інших були суттєвішими. Один зі снарядів упав біля борту в районі носової надбудови, пройшов під поясом та пробив протиторпедну перебірку. Були затоплені приміщення лівого борту генераторного відсіку №1 та щитова №4. Третій снаряд потрапив у носову частину приблизно посередині між форштевнем та носовою баштою головного калібру та пройшов наскрізь, пробивши два водонепроникні відсіки. У результаті «Бісмарк» прийняв 2000 т води, і його швидкість впала на 2 вузли. Через пошкодження системи подачі німецький лінкор втратив доступ до 1000 т нафти, тому німецький адмірал Гюнтер Лютьєнс припинив операцію та направив «Бісмарк» до Бресту.

### Останній бій лінкора «Бісмарк»
До Бреста німецький лінкор дійти не зміг. Адмірал Джон Тові терміново зібрав з'єднання, куди увійшли лінкор «Кінг Джордж» і відкликаний з охорони конвою лінкор «Родні», кинувшись у погоню. «Бісмарк» був далеко попереду і британські лінкори наздогнати його не встигали. Допомогли дії авіаносців. Торпеда з «Сордфіша», що базувався на авіаносці «Арк Ройал», потрапила «Бісмарку» в корму, заклинивши кермо у положенні 20° на лівий борт. Німецькому лінкору довелося розвернутися проти хвилі та, відпрацьовуючи гвинтами, йти на північ, назустріч британським кораблям.
Британські лінкори вийшли на «Бісмарк» 27 травня. Англійці підходили із західного напрямку. З північного сходу віяв шестибальний вітер. Англійським кораблям заважав дим із власних труб, зате «Бісмарк» не міг скористатися димзавісою. Тові беріг «Кінг Джордж», тому першим йшов краще захищений і озброєний «Родні». За даними далекомірів «Кінг Джордж» визначив дальність до німецького лінкора як 24 000 ярдів (21 950 м). Але тут свою позитивну роль відіграв радар «Type 284». За його даними дальність склала 25 000 ярдів (22 860 м), і дані для розрахунку стрільби були скориговані.
«Кінг Джордж» відкрив вогонь на хвилину пізніше «Родні» о 8:48 з дистанції у 24 600 ярдів (22 500 м). З першим залпом оператор радара заплутався, прийнявши сплески від снарядів «Родні» за свої, через що «Кінг Джордж» спочатку давав перельоти. Надалі він виправився, і «Кінг Джордж» почав давати накриття. «Бісмарк» періодично ховався в пороховому диму, але завдяки наявності у «Кінг Джорджа» артилерійського радару це не ставало на заваді. РЛС «Type 284» чудово показала себе, добре утримуючи ціль — з 34 залпів 14 лягли з накриттям і тільки два під її контролем вибилися за пеленгом. Радар вийшов з ладу о 09:13. Через струси від власної стрільби зруйнувалася пайка. На цей час дистанція скоротилася до 12 400 ярдів (11 340 м). Хоча «Родні» знаходився ближче до цілі, йому без радара довелося складніше, і він за той же час зміг досягти 8 або 9 накриттів. «Бісмарк» при цьому втратив дві носові башти ГК і носовий КДП. Визначити, чиї це були влучення, складно.
На той час противники розминулися на контркурсах і о 9:15 Тові надав сигнал розвернутися на 180°. З 9:10 «Бісмарк» відкрив вогонь під керуванням кормового КДП із кормових башт по «Кінг Джорджу». Через три хвилини, за які він встиг дати лише чотири залпи, на ньому вийшов з ладу кормовий КДП. Його башти перейшли на локальне управління. Через пошкодження та потрапляння о 9:21 припинила вогонь башта «D», а о 9:31 замовкла й башта «С». Враховуючи відсутність радара і проблеми із гарматами у «Кінг Джорджа», швидше за все, ці успіхи належать «Родні». За підсумками перших 45 хвилин бою «Бісмарк» втратив усі КДП та гармати головного калібру.
З 9:29 до 9:53 «Кінг Джордж» успішно використовував обзорову РЛС «Type 279» для визначення дальності. У перші 9 хвилин її використання «Кінг Джордж» досяг 4 накриттів та залишався без її використання лише три хвилини протягом 24 наступних. Перші 31 хвилини бою гармати працювали без особливих нарікань, але о 9:22 відбулося заїдання механізму подачі снарядів, аналогічне «Прінс оф Велс». Башта «А» вийшла з ладу на 30 хвилин. У башті «Y» також всі чотири гармати виходили з ладу, але на менший час — 7 хвилин. На декілька хвилин виходила з ладу і башта «В». Крім виходу з ладу башт повністю, траплялися і затримки з окремими гарматами. Але загалом двогарматна башта, як і у випадку «Прінс оф Велс», показала себе значно краще. У певні проміжки бою діяла лише вона, і ефективність вогню «Кінг Джорджа» у ці хвилини становила лише 20%.
До 9:52 «Кінг Джордж» скинув швидкість до 12-14 вузлів, а дальність складала близько 7500 ярдів (6860 м). Через дим умови стрільби були дуже поганими, тому з 9:54 до 10:09 «Кінг» досяг лише трьох накриттів. На той час бій перетворився на розстріл «Бісмарка». О 10:05 Тові наказав зблизитися, й о 10:18 «Кінг Джордж» підійшов до «Бісмарка» на 3000 ярдів (2740 м). Німецький лінкор перетворився на палаюче багаття, але погано набирав воду і тонути не хотів. На британських лінкорах закінчувалося паливо, тож о 10:21 Тові наказав припинити вогонь та взяти курс додому, надавши крейсерам можливість добити «Бісмарк». «Дорсертшир» випустив у німецький лінкор три торпеди, і той затонув.
| Витрати 356-мм снарядів Mark VIIB лінкором «Кінг Джордж V» у бою з «Бісмарком» 27 травня 1941 | Витрати 356-мм снарядів Mark VIIB лінкором «Кінг Джордж V» у бою з «Бісмарком» 27 травня 1941 | Витрати 356-мм снарядів Mark VIIB лінкором «Кінг Джордж V» у бою з «Бісмарком» 27 травня 1941 |
| Башта                                                                                         | № гармати у башті                                                                             | кількість пострілів                                                                           |
| --------------------------------------------------------------------------------------------- | --------------------------------------------------------------------------------------------- | --------------------------------------------------------------------------------------------- |
| A                                                                                             | 1                                                                                             | 22                                                                                            |
| A                                                                                             | 2                                                                                             | 27                                                                                            |
| A                                                                                             | 3                                                                                             | 30                                                                                            |
| A                                                                                             | 4                                                                                             | 32                                                                                            |
| B                                                                                             | 1                                                                                             | 36                                                                                            |
| B                                                                                             | 2                                                                                             | 40                                                                                            |
| Y                                                                                             | 1                                                                                             | 21                                                                                            |
| Y                                                                                             | 2                                                                                             | 45                                                                                            |
| Y                                                                                             | 3                                                                                             | 37                                                                                            |
| Y                                                                                             | 4                                                                                             | 49                                                                                            |
| РАЗОМ                                                                                         |                                                                                               | 339                                                                                           |

### Потоплення «Шарнгорста»
Втретє 356-мм гармати використовувалися під час бою «Дюк оф Йорк» із «Шарнгорстом» 26 грудня 1943 року за умов полярної ночі. Німецьке з'єднання намагалося атакувати прямий і зворотний арктичні конвої. Через погану погоду німецькі есмінці були відіслані, й «Шарнгорст» залишився сам. Британські крейсери, що входили в безпосередню охорону конвою, не дали німецькому лінкору вийти на судна конвою. Натомість вони навели на нього з'єднання адмірала Брюса Фрезера, яке знаходилося в дальній охороні обох конвоїв. У його склад входив лінкор «Дюк оф Йорк». При цьому крейсери пошкодили носовий радар «Шарнгорста» і, в умовах поганої видимості, нічого не підозрюючи, німецький лінкор потрапив у пастку.
О 16:17 «Дюк оф Йорк» виявив «Шарнгорст» за допомогою радара «Type 273» на дальності в 45 000 ярдів (41 км). На той час «Дюк фо Йорк» було оснащено досконалішою версією артилерійського радара «Type 284М» і з його допомогою зміг супроводжувати ціль починаючи з 16:32, коли дистанція становила 29 700 ярдів (27 км), вже у межах досяжності вогню ГК. Знаючи перевагу «Шарнгорста» у швидкості, Фрезер вирішив бити напевно і наказав вогонь поки що не відкривати. Вогонь було відкрито лише о 16:51 на дистанції 11 950 ярдів (10 900 м). Першими ж залпами було виведено з ладу носову башту «А» німецького лінкора. Її погреб довелося затопити через виявлене задимлення, як і погреб башти «В». Погреб башти «В» незабаром осушили, і вона змогла вести вогонь. Ще одним попаданням була виведена з ладу система вентиляції, і при кожному пострілі башта заповнювалася димом. Таким чином, у перші хвилини бою німецький лінкор втратив дві третини своєї артилерії.
«Шарнгорст» був озброєний 280-мм гарматами, тож бій з повноцінним лінкором для нього був невигідний. Він спробував відірватися від тихохідного супротивника. Бій звівся до гонитви. Попри постійні влучання, «Дюк оф Йорк» на такій дистанції не міг вразити німецький лінкор у машинно-котельну установку, і «Шарнгорст» поступово відривався, відстрілюючись із кормової 280-мм башти. О 17:13 Фрезер наказав супроводжуючим кораблям відкрити по «Шарнгорсту» стрільбу торпедами, але запізнився зі своїм рішенням: на початку бою крейсери та есмінці мали чудову нагоду для відкриття вогню, проте зараз не могли вийти в атаку, бо відставали у штормовому морі від супротивника. Лише о 18:52 четвірка есмінців з «Force 2» сигналізувала про те, що вони змогли випустити свої торпеди.
З урахуванням бурхливого моря та зигзагоподібного курсу різниця у швидкості між британським та німецьким лінкорами становила не 4 табличних, а близько 2-3 вузлів і за перші 1,5 години «Шарнгорст» зміг збільшити відрив лише на 40 кабельтових (7 400 м). Радар «Type 284M» на деякий час виходив з ладу, і англійцям доводилося коригувати вогонь за даними спостереження з есмінців. О 18:20 дистанція становила 20 000 ярдів (18,3 км) і «Шарнгорст» припинив вогонь. «Дюк оф Йорк» на той час дав 52 залпи, з яких 31 лягли з накриттям, а 16 упали не більше ніж за 200 ярдів (183 м) від противника. Але «Шарнгорст» відривався. Невдовзі після 18:20 англійцям пощастило: один із 356-мм снарядів потрапив у вертикальний гласис над котельним відділенням «Шарнгорста», пробив його та вибухнув безпосередньо в котельні. Хід «Шарнгорста» впав з 29 до 22 вузлів. За іншою версією, це все-таки було влучення торпеди з одного з есмінців. У будь-якому разі німецький лінкор зменшив хід і британці почали його наздоганяти. 
По німецькому лінкору, що знизив хід, британські крейсери та есмінці випустили загалом 28 торпед, з яких в ціль потрапили як мінімум три. Хід «Шарнгорста» знизився до десяти вузлів. Під кінець «Дюк оф Йорк» випустив 25 повних залпів за 27 хвилин, з яких ціль накрили мінімум 21 (84 %). Одним зі снарядів він змусив замовкнути башту «В», а о 19:15 на «Шарнгорсті» замовкла башта «С». Долю німецького лінкора було вирішено. Фрезер наказав добити його торпедами і о 19:29 «Дюк оф Йорк» припинив вогонь, домігшись за час бою не менше 13 підтверджених влучань. Бій йшов в умовах полярної ночі і британці не змогли відстежити, коли «Шарнгорст» пішов на дно. Тільки о 20:32 «Белфаст» буквально засіяв поле бою безліччю освітлювальних снарядів і передав Фрезер сигнал про те, що бачить на поверхні води тільки уламки.
Загалом «Дюк оф Йорк» випустив 450 356-мм снарядів у 77 залпах. Ефективність дії артилерії не перевищила 68% — якби не збої він міг випустити на 200 снарядів більше. Тільки ліва гармата у двогарматній башті «В» не мала затримок під час стрільби. На інших відбувалися ті чи інші збої. Так у башті «А» гармата № 3 пропустила залпи з 71 по 77. У башті «Y» три гармати замовкли на 15 хвилин, пропустивши 17 залпів. Попри вжиті заходи з герметизації гарматних портів і барбету, все одно відзначалося надходження води в баштове відділення башти «А».

### Закінчення війни
Ці три бої стали єдиними, коли 356-мм гарматам довелося вести вогонь по цілях, для боротьби з якими вони створювалися. Всього за 6 років війни по ворожих лінкорах вони стріляли 4 години 6 хвилин: 32 хвилини «Прінс оф Велс», 1 годину 36 хвилин «Кінг Джордж» та 2 години «Дюк оф Йорк». Наприкінці війни у британських лінкорів просто не залишилося супротивників і вони стали залучатися до стрільби по берегу.
Попри активнішу службу, ніж у їхніх німецьких та японських противників, жоден з лінкорів типу «Кінг Джордж» не вичерпав ресурсу стволів своїх гармат. Їхнім основним завданням була протидія лінкорам супротивника, вистежити та виявити які було непросто, тому англійським лінкорам більшу частину часу доводилося стояти в базах у стані готовності до виходу.

## Оцінка
| Характеристики головного калібру лінкорів початкового періоду Другої світової війни (1941) | Характеристики головного калібру лінкорів початкового періоду Другої світової війни (1941) | Характеристики головного калібру лінкорів початкового періоду Другої світової війни (1941) | Характеристики головного калібру лінкорів початкового періоду Другої світової війни (1941) | Характеристики головного калібру лінкорів початкового періоду Другої світової війни (1941) | Характеристики головного калібру лінкорів початкового періоду Другої світової війни (1941) | Характеристики головного калібру лінкорів початкового періоду Другої світової війни (1941) | Характеристики головного калібру лінкорів початкового періоду Другої світової війни (1941) | Характеристики головного калібру лінкорів початкового періоду Другої світової війни (1941) |
| Гармата                                                                                    | 15″/42 Mark I                                                                              | 16″/45 Mark I                                                                              | 14″/45 Mark VII                                                                            | 38 cm/52 SK C/34                                                                           | 380 мм/45 Model 1935                                                                       | 381 мм/50 Model 1934                                                                       | 16"/45 Mark 6                                                                              | 40 см/45 Type 03                                                                           |
| ------------------------------------------------------------------------------------------ | ------------------------------------------------------------------------------------------ | ------------------------------------------------------------------------------------------ | ------------------------------------------------------------------------------------------ | ------------------------------------------------------------------------------------------ | ------------------------------------------------------------------------------------------ | ------------------------------------------------------------------------------------------ | ------------------------------------------------------------------------------------------ | ------------------------------------------------------------------------------------------ |
| Країна                                                                                     | Велика Британія                                                                            | Велика Британія                                                                            | Велика Британія                                                                            | Третій Рейх                                                                                | Франція                                                                                    | Італія                                                                                     | США                                                                                        | Японія                                                                                     |
| Калібр, мм                                                                                 | 381                                                                                        | 406                                                                                        | 356                                                                                        | 380                                                                                        | 380                                                                                        | 381                                                                                        | 406                                                                                        | 410                                                                                        |
| Довжина ствола, калібрів                                                                   | 42                                                                                         | 45                                                                                         | 45                                                                                         | 52                                                                                         | 45                                                                                         | 50                                                                                         | 45                                                                                         | 45                                                                                         |
| Рік розробки                                                                               | 1912                                                                                       | 1922                                                                                       | 1937                                                                                       | 1934                                                                                       | 1935                                                                                       | 1934                                                                                       | 1936                                                                                       | 1914                                                                                       |
| Рік прийняття на озброєння                                                                 | 1915                                                                                       | 1927                                                                                       | 1940                                                                                       | 1939                                                                                       | 1941                                                                                       | 1940                                                                                       | 1941                                                                                       | 1921                                                                                       |
| Корабель                                                                                   | «Гуд»                                                                                      | «Нельсон»                                                                                  | «Кінг Джордж V»                                                                            | «Бісмарк»                                                                                  | «Рішельє»                                                                                  | «Літторіо»                                                                                 | «Вашингтон»                                                                                | «Нагато»                                                                                   |
| Маса ствола, т                                                                             | 101,6                                                                                      | 109,7                                                                                      | 80,25                                                                                      | 111                                                                                        | 94,13                                                                                      | 111,66                                                                                     | 97,23                                                                                      | 101,6                                                                                      |
| Тип скріплення ствола                                                                      | дріт                                                                                       | дріт                                                                                       | циліндри                                                                                   | циліндри                                                                                   | циліндри                                                                                   | циліндри                                                                                   | циліндри                                                                                   | дріт                                                                                       |
| Тип та маса заряду                                                                         | SC 280 196 кг                                                                              | SC 280 224,5 кг                                                                            | SC 300 153,4 кг                                                                            | RP C/38 212 кг                                                                             | SD21 288 кг                                                                                | NAC 222,2 кг                                                                               | SPD 242,7 кг                                                                               | 110 C2 219 кг                                                                              |
| Максимальний тиск у стволі, кг/см²                                                         | 3 150                                                                                      | 3 150                                                                                      | 3 230                                                                                      | 3 200                                                                                      | 3 200                                                                                      | 3 200                                                                                      | 2 835                                                                                      | 3 000 - 3 070                                                                              |
| Живучість ствола, пострілів                                                                | 335                                                                                        | 200—250                                                                                    | 340                                                                                        | 180—210                                                                                    | 200                                                                                        | 110—130                                                                                    | 395                                                                                        | 250—300                                                                                    |
| Маса бронебійного снаряду, кг                                                              | 879                                                                                        | 929                                                                                        | 721                                                                                        | 800                                                                                        | 890                                                                                        | 885                                                                                        | 1225                                                                                       | 1020                                                                                       |
| Початкова швидкість снаряду, м/с                                                           | 732—785                                                                                    | 788—797                                                                                    | 757                                                                                        | 820                                                                                        | 830                                                                                        | 850                                                                                        | 701                                                                                        | 806                                                                                        |
| Максимальна дальність стрільби, км                                                         | 33,38                                                                                      | 37,4—38,1                                                                                  | 35,26                                                                                      | 36,52                                                                                      | 41,7                                                                                       | 44,64                                                                                      | 33,74                                                                                      | 38,72                                                                                      |
| Бронепробивність (мм) на дальності (км)                                                    |                                                                                            |                                                                                            |                                                                                            |                                                                                            |                                                                                            |                                                                                            |                                                                                            |                                                                                            |
| борт (0 км)                                                                                | 687                                                                                        |                                                                                            | 668                                                                                        |                                                                                            | 748                                                                                        | 814                                                                                        |                                                                                            |                                                                                            |
| борт (9,144 км)                                                                            | 422                                                                                        |                                                                                            | 396                                                                                        | 510 (на 10 км)                                                                             | 630 (на 10 км)                                                                             |                                                                                            | 597                                                                                        |                                                                                            |
| борт (13,716 км)                                                                           | 353                                                                                        | 366                                                                                        | 335                                                                                        |                                                                                            |                                                                                            |                                                                                            | 520                                                                                        |                                                                                            |
| палуба (22,86 км)                                                                          | 121                                                                                        | 99                                                                                         | 102                                                                                        | 104 (на 22 км)                                                                             | 105 (22)                                                                                   | 73 (на 18 км)                                                                              | 146                                                                                        |                                                                                            |
| палуба (27,43 км)                                                                          | 145                                                                                        | 130                                                                                        | 121                                                                                        | 126 (на 27 км)                                                                             | 138 (27)                                                                                   | 130 (на 28 км)                                                                             | 194                                                                                        |                                                                                            |

Сама по собі 356-мм гармата вийшла досить гарною. Попри перехід на невластиву для британців схему скріплення ствола кільцями, конструктори добре впоралися зі своїм завданням. Гармата вийшла досить легкою — на 6 т легше, ніж у 356-мм гармати Mk I часів Першої світової війни. Щоправда, цей виграш був зведений нанівець вимогою отримати мінімальний розмах гойдання казенної частини. Цього домоглися, зсунувши осі цапф від центру ваги ствола далі до казенної частини, зменшивши таким чином відстань від осі цапф до казенного зрізу гармати. Це дозволило забезпечити мінімальну висоту в підбаштовому відділенні, що резервувалася під хід казенника під час відкоту. Для балансування гармати довелося на казенній частини розмістити додатково вантаж-противагу масою 11,5 т.
Найбільш вдалою частиною артилерійської системи були снаряди. Отримавши купу проблем із полегшеними 406-мм снарядами «Нельсонів», британці повернулися до концепції «важкий снаряд/помірна початкова швидкість», притаманної гарматам британських дредноутів часів Першої світової війни. Завдяки цьому значно зросла живучість ствола. Після Ютландської битви якість бронебійних снарядів була значно покращена. Снаряд отримав міцний корпус, менш чутливий розривний заряд та модифіковану конструкцію підривника. Завдяки цьому снаряди не вибухали під час проходження броні як у Ютланді, а пробивали броню навіть за значного відхилення від нормалі в цілому вигляді, та розривалися вже всередині корпусу. Загалом, попри найменший калібр серед лінкорів часів Другої світової війни та очікувано меншу бронепробивність, британцям не доводилося скаржитися на свої снаряди. Оригінальним було бронювання башт. Лобова плита була вертикальною замість похилої у лінкорів інших країн. Британські конструктори вважали, що на великих дистанціях бою нахил цієї плити лише шкодить, бо снаряд починає потрапляти до неї під кутами, близькими до нормалі, а вертикальна плита забезпечує оптимальні кути зустрічі зі снарядом.
Проте конструкція самих башт була відверто невдалою. З досвіду Ютланда англійці вирішили знизити пожежонебезпеку своїх башт. Німеччина і Франція пішли шляхом використання у якості метального заряду більш безпечних порохів на нелетючому розчиннику. Англійці залишилися вірні кордиту, лише трохи знизивши його вибухонебезпечність внаслідок добавок. Вони пішли шляхом встановлення механічних пристроїв у системах подачі, що перешкоджають проникненню вогню в погреби. У підсумку, попри заряджання при постійному куті піднесення, система виявилася набагато складнішою, ніж у 381-мм установок. Установки виявилися ненадійними, і їхня експлуатація часто призводила до відмов. Вже на перших практичних стрільбах на головному «Кінг Джорджі V» з'ясувалося, що струси від власних залпів призводять до розходження контактів в електричному ланцюзі або заклинювання частин механізмів блокування, що переміщалися. У перших двох боях при полюванні на «Бісмарк» ефективність вогню ГК «Прінс оф Велс» падала на 25,65%, а в «Кінг Джорджа» — на 80%, отож якийсь час могла стріляти лише піднесена двогарматна башта. Навіть на третьому році служби «Дюк оф Йорк» 1943 року у бою з «Шарнгорстом» через відмови зробив лише 68% пострілів з належних.

Англійські фахівці схильні пояснювати всі проблеми в артилерійських установках «дитячими хворобами». Але «кір» розтяглася на 3 роки, і, як обґрунтовано писав експерт та військовий письменник кептен Гренфелл з приводу бою з «Бісмарком»:
«…посилання на „хвороби зростання” дуже небезпечні, оскільки вони маскують той безперечний факт, що новий корабель, якщо він взагалі готовий битися, повинен мати можливість одразу розпочати бій і діяти всією своєю зброєю…».— 
За сукупністю характеристик 356-мм установки «Кінг Джорджей» показали себе адекватними завданням, що випали британським лінкорам. Бронебійні снаряди мали дуже високу якість. З урахуванням гарної СКВ забезпечувалась хороша точність ведення вогню. При цьому не найвища бронепробивність не виявилася недоліком. Пробити товстий пояс «Бісмарка» не вдалося і 406-мм снарядам «Родні». І результат цього бою, як і бою з «Шарнгорстом», вирішила здатність німецьких лінкорів вести вогонь. Системі управління вогнем просто фізично було неможливо надати адекватного захисту, а для пробиття барбетів, дахів та стін башт з виведенням з ладу артилерії супротивника вистачало і 356-мм снарядів. У підсумку британські лінкори призводили добре захищені лінкори супротивника в небоєздатний стан протягом першої години бою. Надалі вони добивалися торпедами з кораблів охорони.
| Характеристики башт головного калібру лінкорів початкового періоду Другої світової війни (1941) | Характеристики башт головного калібру лінкорів початкового періоду Другої світової війни (1941) | Характеристики башт головного калібру лінкорів початкового періоду Другої світової війни (1941) | Характеристики башт головного калібру лінкорів початкового періоду Другої світової війни (1941) | Характеристики башт головного калібру лінкорів початкового періоду Другої світової війни (1941) | Характеристики башт головного калібру лінкорів початкового періоду Другої світової війни (1941) | Характеристики башт головного калібру лінкорів початкового періоду Другої світової війни (1941) | Характеристики башт головного калібру лінкорів початкового періоду Другої світової війни (1941) | Характеристики башт головного калібру лінкорів початкового періоду Другої світової війни (1941) |
| Гармата                                                                                         | 15″/42 Mark I                                                                                   | 16″/45 Mk I                                                                                     | 14″/45 Mark VII                                                                                 | 38 cm/52 SK C/34                                                                                | 380 мм/45 Model 1935                                                                            | 381 мм/50 Model 1934                                                                            | 16″/45 Mark 6                                                                                   | 40 см/45 Type 03                                                                                |
| ----------------------------------------------------------------------------------------------- | ----------------------------------------------------------------------------------------------- | ----------------------------------------------------------------------------------------------- | ----------------------------------------------------------------------------------------------- | ----------------------------------------------------------------------------------------------- | ----------------------------------------------------------------------------------------------- | ----------------------------------------------------------------------------------------------- | ----------------------------------------------------------------------------------------------- | ----------------------------------------------------------------------------------------------- |
| Країна                                                                                          | Велика Британія                                                                                 | Велика Британія                                                                                 | Велика Британія                                                                                 | Третій Рейх                                                                                     | Франція                                                                                         | Італія                                                                                          | США                                                                                             | Японія                                                                                          |
| Корабель                                                                                        | «Гуд»                                                                                           | «Нельсон»                                                                                       | «Кінг Джордж V»                                                                                 | «Бісмарк»                                                                                       | «Рішельє»                                                                                       | «Літторіо»                                                                                      | «Вашингтон»                                                                                     | «Нагато»                                                                                        |
| Кількість стволів                                                                               | 2                                                                                               | 3                                                                                               | 4                                                                                               | 2                                                                                               | 4                                                                                               | 3                                                                                               | 3                                                                                               | 2                                                                                               |
| Швидкострільність на ствол, пострілів/хв                                                        | 2                                                                                               | 1,5                                                                                             | 2                                                                                               | 2,3—3                                                                                           | 1,2—2,2                                                                                         | 1,3                                                                                             | 2                                                                                               | 1,5—2,5                                                                                         |
| Кут піднесення стволів min/max, °                                                               | −3/+30                                                                                          | −3/+40                                                                                          | −3/+40                                                                                          | −5/+30                                                                                          | −5/+35                                                                                          | −5/+35                                                                                          | /+45                                                                                            | /+43                                                                                            |
| Маса обертової частини, т                                                                       | 894                                                                                             | 1504                                                                                            | 1557                                                                                            | 1052                                                                                            | 2476                                                                                            | 1595                                                                                            | 1460                                                                                            | 1020                                                                                            |
| Швидкість обертання горизонтальна, °/с                                                          | 2                                                                                               | 4                                                                                               | 2                                                                                               | 5                                                                                               | 5                                                                                               | 6                                                                                               | 4                                                                                               | 3                                                                                               |
| Швидкість підйому стволів, °/с                                                                  | 5                                                                                               | 10                                                                                              | 8                                                                                               | 6                                                                                               | 5,5                                                                                             | 6                                                                                               | 12                                                                                              | 5                                                                                               |
| Внутрішній діаметр барбету, м                                                                   | 9,3                                                                                             | 11,43                                                                                           | 12,19                                                                                           | 10                                                                                              | 13,3                                                                                            | 13,19                                                                                           | 11,35                                                                                           |                                                                                                 |
| Бронювання башт, мм                                                                             |                                                                                                 |                                                                                                 |                                                                                                 |                                                                                                 |                                                                                                 |                                                                                                 |                                                                                                 |                                                                                                 |
| Лоб                                                                                             | 381                                                                                             | 406                                                                                             | 324                                                                                             | 360                                                                                             | 430                                                                                             | 350                                                                                             | 406                                                                                             | 356                                                                                             |
| Борт                                                                                            | 305                                                                                             | 228                                                                                             | 224                                                                                             | 220                                                                                             | 300                                                                                             | 200                                                                                             | 249                                                                                             | 200                                                                                             |
| Дах                                                                                             | 127                                                                                             | 184                                                                                             | 149                                                                                             | 130                                                                                             | 195                                                                                             | 200                                                                                             | 178                                                                                             | 270                                                                                             |
| Барбет                                                                                          | 305                                                                                             | 381                                                                                             | 305—343                                                                                         | 340                                                                                             | 405                                                                                             | 350                                                                                             | 373—406                                                                                         | 305                                                                                             |
| Бронювання корабля, мм                                                                          |                                                                                                 |                                                                                                 |                                                                                                 |                                                                                                 |                                                                                                 |                                                                                                 |                                                                                                 |                                                                                                 |
| Палуба                                                                                          | 51+76                                                                                           | 171                                                                                             | 136                                                                                             | 80+95                                                                                           | 170+40                                                                                          | 45+150                                                                                          | 37+140                                                                                          | 145                                                                                             |
| Борт                                                                                            | 305                                                                                             | 356                                                                                             | 381                                                                                             | 320                                                                                             | 330                                                                                             | 70+280                                                                                          | 305                                                                                             | 305                                                                                             |